# Zambia az 1972. évi nyári olimpiai játékokon
Zambia az NSZK-beli Münchenben megrendezett 1972. évi nyári olimpiai játékok egyik részt vevő nemzete volt. Az országot az olimpián 2 sportágban 11 sportoló képviselte, akik érmet nem szereztek.

## Atlétika
Férfi
| Versenyző          | Versenyszám | Előfutam         | Előfutam         | Előfutam         | Negyeddöntő | Negyeddöntő | Negyeddöntő | Elődöntő | Elődöntő | Elődöntő | Döntő   | Döntő    |
| Versenyző          | Versenyszám | Idő              | Hely.            | Össz.            | Idő         | Hely.       | Össz.       | Idő      | Hely.    | Össz.    | Idő     | Helyezés |
| ------------------ | ----------- | ---------------- | ---------------- | ---------------- | ----------- | ----------- | ----------- | -------- | -------- | -------- | ------- | -------- |
| Larmeck Mukonde    | 100 m       | 11,16            | 6.               | 80.              | kiesett     | kiesett     | kiesett     | kiesett  | kiesett  | kiesett  | kiesett | kiesett  |
| Nicodemus Maipampe | 400 m       | 48,84            | 7.               | 56.              | kiesett     | kiesett     | kiesett     | kiesett  | kiesett  | kiesett  | kiesett | kiesett  |
| Benson Mulomba     | 800 m       | 1:53,4           | 5.               | 51.              |             |             |             | kiesett  | kiesett  | kiesett  | kiesett | kiesett  |
| Benson Mulomba     | 1500 m      | nem állt rajthoz | nem állt rajthoz | nem állt rajthoz |             |             |             | kiesett  | kiesett  | kiesett  | kiesett | kiesett  |
| Damiano Musonda    | 5000 m      | 14:37,4          | 13.              | 54.              |             |             |             |          |          |          | kiesett | kiesett  |

Női
| Versenyző      | Versenyszám | Előfutam | Előfutam | Előfutam | Negyeddöntő | Negyeddöntő | Negyeddöntő | Elődöntő | Elődöntő | Elődöntő | Döntő   | Döntő    |
| Versenyző      | Versenyszám | Idő      | Hely.    | Össz.    | Idő         | Hely.       | Össz.       | Idő      | Hely.    | Össz.    | Idő     | Helyezés |
| -------------- | ----------- | -------- | -------- | -------- | ----------- | ----------- | ----------- | -------- | -------- | -------- | ------- | -------- |
| Beatrice Lungu | 100 m       | 12,42    | 6.       | 41.      | kiesett     | kiesett     | kiesett     | kiesett  | kiesett  | kiesett  | kiesett | kiesett  |
| Beatrice Lungu | 200 m       | 25,11    | 6.       | 29.      | kiesett     | kiesett     | kiesett     | kiesett  | kiesett  | kiesett  | kiesett | kiesett  |
| Grace Muneene  | 400 m       | 57,71    | 7.       | 46.      | kiesett     | kiesett     | kiesett     | kiesett  | kiesett  | kiesett  | kiesett | kiesett  |

| Versenyző      | Versenyszám | Selejtező | Selejtező | Döntő    | Döntő    |
| Versenyző      | Versenyszám | Eredmény  | Helyezés  | Eredmény | Helyezés |
| -------------- | ----------- | --------- | --------- | -------- | -------- |
| Audrey Chikani | Távolugrás  | 517 cm    | 31.       | kiesett  | kiesett  |

## Ökölvívás
| Versenyző      | Versenyszám  | Selejtező                         | 32-es főtábla              | Nyolcaddöntő      | Negyeddöntő       | Elődöntő          | Döntő             | Helyezés |
| Versenyző      | Versenyszám  | Ellenfél Eredmény                 | Ellenfél Eredmény          | Ellenfél Eredmény | Ellenfél Eredmény | Ellenfél Eredmény | Ellenfél Eredmény | Helyezés |
| -------------- | ------------ | --------------------------------- | -------------------------- | ----------------- | ----------------- | ----------------- | ----------------- | -------- |
| Timothy Feruka | Papírsúly    |                                   | Chanyalew Haile (ETH) · KO | kiesett           | kiesett           | kiesett           | kiesett           | 17.      |
| Morgan Mwenya  | Pehelysúly   | Pasqualino Morbidelli (ITA) · 0-5 | kiesett                    | kiesett           | kiesett           | kiesett           | kiesett           | 33.      |
| Yotham Kunda   | Kisváltósúly |                                   | Sodnomyn Gombo (MGL) · 0-5 | kiesett           | kiesett           | kiesett           | kiesett           | 17.      |
| Julius Luipa   | Középsúly    |                                   | William Knight (GBR) · 2-3 | kiesett           | kiesett           | kiesett           | kiesett           | 17.      |